# 佐藤裕久
佐藤 裕久（さとう ひろひさ、1961年8月18日 - ）は、日本の実業家。株式会社バルニバービ創業者、代表取締役会長CEO兼CCO。

## 経歴・人物
京都府京都市出身。西陣(上京区)にある和菓子屋に生まれる。1979年3月、東山高等学校を卒業。1980年4月神戸市外国語大学英米語学科に入学。1984年1月中退。1991年9月7日、有限会社バルニバービ総合研究所を設立、代表取締役に就任。南船場の材木店跡地に「Hamac de Paradis」（アマーク・ド・パラディ）を開業し、以後、全国に92店舗（2023年1月末時点）のレストラン・カフェ・ホテルを展開。
自身が掲げる地方創再生（創生・再生）プロジェクトの第一弾として2016年10月01日、大津駅観光案内所「OTSURY」、同駅舎内にてカフェ&レストラン「THE CALENDAR」、カプセルホテル『CALENDAR HOTEL』をオープンする。2019年4月27日、地方創再生プロジェクト第二弾として淡路島西海岸に3階建て一棟(300席)のレストラン「GARB COSTA ORANGE」を開業。2023年1月末には同エリア内に10店舗以上のレストラン・ホテルを開業し「住みたくなる街づくり」をテーマに掲げ、淡路島活性化の一躍を担っている。
2023年春には地方創再生プロジェクト第三弾として島根県出雲市でもレストランとホテルの開業を予定している。

## 書籍
- 『日本一カフェで街を変える男―人、モノ、金が輝くスーパー経営術』グラフ社、2007年2月1日。ISBN 978-4766210330。
- 『一杯のカフェの力を信じますか？』河出書房新社、2006年10月4日。ISBN 978-4309269207。

### 動画
- バルニバービ佐藤裕久社長／阪神大震災・パリでの経験などを経て南船場ブームを仕掛けた伝説とは!?(1/3） - YouTube
- バルニバービ佐藤裕久社長／バッドロケーション戦略!京都・パリから見えたものは!?(2/3) - YouTube
- バルニバービ佐藤裕久社長／地方創生領域！淡路島や三浦半島に次々仕掛けるプロジェクトとは!?(3/3) - YouTube